# Lindsaea salomonis
Lindsaea salomonis är en ormbunkeart som beskrevs av Kramer. Lindsaea salomonis ingår i släktet Lindsaea och familjen Lindsaeaceae. Inga underarter finns listade.